# Кіцини
Кіцини (пол. Kiciny) — село в Польщі, у гміні Забродзе Вишковського повіту Мазовецького воєводства.
Населення — 151 особа (2011).
У 1975-1998 роках село належало до Остроленцького воєводства.

## Демографія
Демографічна структура станом на 31 березня 2011 року:
|          | Загалом | Допрацездатний вік | Працездатний вік | Постпрацездатний вік |
| -------- | ------- | ------------------ | ---------------- | -------------------- |
| Чоловіки | 75      | 17                 | 52               | 6                    |
| Жінки    | 76      | 16                 | 39               | 21                   |
| Разом    | 151     | 33                 | 91               | 27                   |